# Iwade
Iwade (岩出市, Iwade-shi) és una ciutat de la prefectura de Wakayama, al Japó.
El 2015 tenia una població estimada de 53.677 habitants Té una àrea total de 38,5 km².

## Geografia
Iwade es troba al centre-oest de la prefectura de Wakayama, envoltada completament d'altres municipis de la prefectura. El riu Kinokawa creua la ciutat vorejant-la pel sud.

## Història
La vila d'Iwade esdevingué poble l'1 d'agost de 1908. El 30 de setembre de 1956, el poble es fusionà amb les viles de Kamiiwade, Nera, Yamazaki, i part de Kokura, de manera que s'expandí fins a ocupar l'àrea de l'actual ciutat. L'1 d'abril de 2006 Iwade obtingué l'estatus de ciutat, esdevenint la novena ciutat de la prefectura.